# Xã Washington, Quận Polk, Iowa
Xã Washington (tiếng Anh: Washington Township) là một xã thuộc quận Polk, tiểu bang Iowa, Hoa Kỳ. Năm 2010, dân số của xã này là 420 người.